# Toronto Toros
Die Toronto Toros waren ein Eishockeyteam aus Toronto, Ontario, das von 1973 bis 1976 in der nordamerikanischen World Hockey Association (WHA) aktiv war. Das Franchise war ursprünglich in Ottawa beheimatet und trug den Namen Ottawa Nationals. Danach zog das Team nach Birmingham im US-Bundesstaat Alabama um und spielte dort als Birmingham Bulls.

## Geschichte
Nachdem bereits das Vorgängerteam, die Ottawa Nationals, die Playoffs der Vorsaison in Toronto ausgetragen hatten und dort einen besseren Zuschauerzuspruch erhielten als in Ottawa, war das Team zur Saison 1973/74 nach Toronto umgezogen und spielte dort als Toronto Toros. Neuer Besitzer wurde dort John F. Bassett.
Gerne hätte man im CNE Coliseum, das etwa 10.000 Zuschauer fasste gespielt, doch der Besitzer Bill Ballard, Sohn von Harold Ballard, der sowohl Besitzer der Toronto Maple Leafs als auch des Maple Leaf Gardens war, wusste dies zu verhindern. So spielte das Team in der ersten Saison in der Varsity Arena, die nur 4.860 Zuschauern Platz bot. Ein Zuschauerschnitt von 4.291 zeigte, dass das Stadion zu klein war. Der Star des Teams war im ersten Jahr Wayne Carleton, der mit den Nationals nach Toronto gekommen war.
In der Saison 1974/75 zog das Team in den Maple Leaf Gardens um und steigerte den Zuschauerschnitt dort auf beachtliche 10.436. Dafür sorgten auch spektakuläre Neuverpflichtungen wie die des Tschechoslowaken Václav Nedomanský, Paul Henderson, dem Helden der Summit Series 1972, und vor allem von Frank Mahovlich, einem ehemaligen Star der Maple Leafs. Das Team erreichte die Playoffs, scheiterte dort jedoch an den San Diego Mariners in der ersten Runde. Obwohl die Stars alle gehalten wurden, folgte eine desaströse Saison 1975/76, in der man mit nur 53 Punkten das schwächste Team der Liga war. Selbst die Minnesota Fighting Saints, die 22 Spieltage vor Saisonende den Spielbetrieb einstellten, hatten bedeutend mehr Punkte gesammelt. Der Februar, in dem man sieben der zwölf Spiele auf heimischen Eis austrug, brachte elf Niederlagen. Der Zuschauerschnitt war auf 8.983 zurückgegangen. John F. Bassett zog die Reißleine und verlegte sein Team nach Birmingham in Alabama, wo es mit gleichbleibendem Logo und Trikots als Birmingham Bulls spielte.